# Лавров Костянтин Іванович
Костянтин Іванович Лавров (* 11 травня 1931) — радянський і український кінооператор.

## Життєпис
Народився в родині службовця. Закінчив операторський факультет Київського державного інституту театрального мистецтва ім. І. Карпенка-Карого (1972).
Був оператором підводних зйомок у стрічках: «Блакитна стріла» (1959), «Юнга зі шхуни „Колумб“» (1963), «Акваланги на дні» (1965), «Їх знали тільки в обличчя» (1966), «Дубравка» (1967, комбіновані і підводні зйомки у співавт.), «Експеримент лікаря Абста» (1968 та ін. 
Здійснив документальні зйомки до фільму «Тільки ти» (1972).
Брав участь у зйомках кінокартин: «Ключі від неба» (1964, асистент оператора), «Комісари» (1969, 2-й оператор), «Блакитне і зелене» (1970, к/м, 2-й оператор у співавт. з Л. Ребраковою), «Випадкова адреса» (1972, 2-й оператор у співавт. з М. Сергієнком), «Абітурієнтка» (1973, 2-й оператор), «Пам'ять землі» (1976, 2-й оператор у співавт.), «Від і до» (1976), «Дипломати мимоволі» (1977), «За все у відповіді» (1978, у співавт. з О. Пищиковим), «Дударики» (1979, комб. зйомки) та документальні телефільми: «Бабин Яр: правда про трагедію» (1991), «Жінки з вулиці Бабин Яр» (1992) та ін.
Член Національної спілки кінематографістів України.